# V strane nevyučennych urokov
V strane nevyučennych urokov (in russo В стране невыученных уроков?, lett. Nel paese delle lezioni non imparate) è un film d'animazione sovietico del 1969 diretto da Jurij Prytkov, realizzato presso lo studio Sojuzmul'tfil'm.

## Trama
Il pigro e perdente Viktor Perestukin non vuole studiare, ma vuole l'avventura. Un giorno, il suo desiderio si avvera: i suoi libri di testo scolastici mandano Perestukin nel Paese delle lezioni non apprese, ma stabiliscono una condizione: se non affronta le difficoltà e i pericoli che lo attendono lungo la strada, rimarrà in questo paese per sempre
Nella terra delle lezioni non apprese, Vitya Perestukin incontra i suoi precedenti errori scolastici: una mucca, che ha chiamato "carnivora", "mezzo scavatore" da un problema risolto in modo errato, un orso polare che è arrivato a sud. Al termine delle sue avventure al Palazzo della Grammatica, lo attendeva il pericolo più grande: nella frase "l'esecuzione non può essere perdonata", bisognava inserire correttamente una virgola. Vitya ha completato con successo l'ultimo compito, è tornato a casa e ha deciso di studiare bene in futuro.